# Parada Pucheta (Urquiza)
Era estación intermedia del servicio del "Gran Capitán" que recorría desde la Estación Federico Lacroze en Buenos Aires con Posadas. Además circulan formaciones de carga por parte de la empresa estatal Trenes Argentinos Cargas. Se halla a 419 km de la ciudad de Corrientes.